# Asura ruenca
Asura ruenca là một loài bướm đêm thuộc phân họ Arctiinae, họ Erebidae.